# Ondreville-sur-Essonne
Ondreville-sur-Essonne è un comune francese di 386 abitanti situato nel dipartimento del Loiret nella regione del Centro-Valle della Loira.

## Società

### Evoluzione demografica
Abitanti censiti